# Zythos obliterata
Zythos obliterata là một loài bướm đêm trong họ Geometridae.